# الی بن دهان
الی بن دهان (عبری: אלי בן דהן‎؛ زادهٔ ۱۱ فوریهٔ ۱۹۵۴) یک سیاست‌مدار، و ربی اهل اسرائیل است. او از ۲۰۱۳ و ۲۰۱۵ قائم مقام وزیر خدمات مذهبی بوده‌است. او هم‌اکنون به عنوان نمایندهٔ کنست از حزب خانه یهودی و قائم مقام وزارت دفاع اسرائیل فعالیت می‌کند.

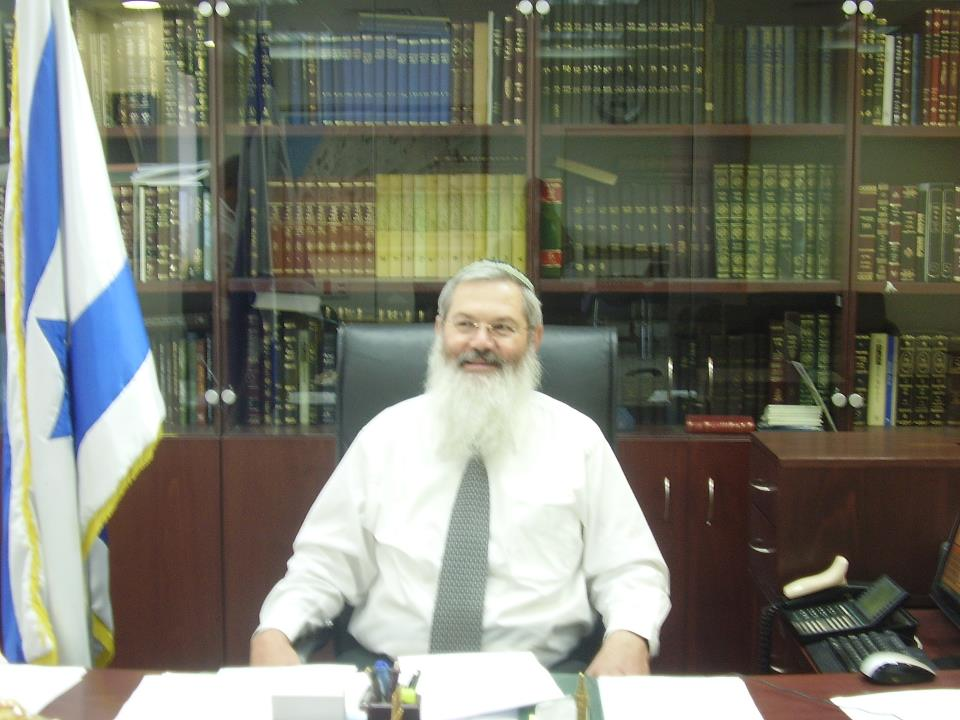